# Mårkær kloster
Mårkær kloster var ett kloster som grundades år 1391 av Antonitorden. 
Klostret låg mellan Flensburg och Kappeln på halvön Angeln i Danmark. Från 1470 utgjorde Mårkær moderkloster till Præstø kloster.
Efter reformationen upplöstes klostret år 1541 och ägorna övergick i kunglig ägo.